# Cầu thủ xuất sắc nhất

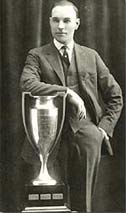
Frank Nighbor với Hart Memorial Trophy vào năm 1924. Chiếc cúp được trao hàng năm cho "Cầu thủ giá trị nhất cho đội của ông" trong National Hockey League (NHL).

Trong thể thao, giải thưởng dành cho cầu thủ giá trị nhất (most valuable player hay MVP) là một vinh dự thường được trao cho người chơi (hay những người chơi) có thành tích tốt nhất trong toàn bộ giải đấu, cho một cuộc thi cụ thể, hoặc trên một đội cụ thể.  Ban đầu được sử dụng trong thể thao chuyên nghiệp, thuật ngữ này hiện cũng được sử dụng phổ biến trong các môn thể thao nghiệp dư, cũng như trong các lĩnh vực hoàn toàn không liên quan khác như kinh doanh và âm nhạc.  Trong nhiều môn thể thao, giải thưởng MVP được trao cho một trận đấu cụ thể, nói cách khác là giải thưởng cầu thủ của trận đấu.
Thuật ngữ này dùng phổ biến nhất ở Hoa Kỳ và Canada.  Trong những trường hợp khác thì thường dùng "player of the year". Ở Úc, các câu lạc bộ và giải đấu bóng bầu dục Úc thường dùng thuật ngữ "best and fairest", trong khi những người chơi rugby dùng thuật ngữ "player of the year", ví dụ như giải Dally M Medal. Tuy nhiên Giải bóng rổ quốc gia Úc lại dùng thuật ngữ "MVP".
Trong nhiều trường hợp, giải thưởng được bình chọn bởi các thành viên của giới truyền thông.  Trong những trường hợp khác được bình chọn bởi các cầu thỉ, huấn luyện viên, hoặc trọng tài.  Hoặc trong những năm gần đây thì là các cuộc thăm dò trực tuyến từ công chúng quyết định một số giải thưởng.